# The Thrillseekers
Steve Helstrip, känd som The Thrillseekers, född 21 oktober 1973 i York, är en engelsk DJ och musikproducent. Han utgav debutsingeln "Synaesthesia" år 1999. The Thrillseekers har remixat musik av bland andra Tiësto, Armin van Buuren, Ferry Corsten, Timo Maas, Sonique, Chicane, Blank & Jones och Seb Fontaine.

## Diskografi (urval)
Studioalbum
- 2016: Escape
- 2019: Hydra – Altered State

Singlar
- 1999 "Synaesthesia"
- 2000 "Synaesthesia (Fly Away)"
- 2002 "Dreaming of You" (with Alexis Strum)
- 2002 "Escape"
- 2004 "NewLife"
- 2005 "By Your Side"
- 2005 "Sublime" (with Ferry Corsten)
- 2007 "Waiting Here For You" (featuring Aruna)
- 2008 "The Last Time" (featuring Fisher)
- 2008 "City of Angels"
- 2010 "Savanna"
- 2010 "Effectual" (vs M.I.K.E.)
- 2011 "Song for Sendai" (Tribute of Japan Tsunami 2011)
- 2012 "Angel" (featuring Fisher)
- 2012 "Everything" (featuring Stine Grove)
- 2013 "Anywhere With You" (featuring Stine Grove)
- 2013 "When All Else Fails"
- 2013 "Daydream" (with York & Asheni)
- 2013 "Fracture" (with Talla 2XLC)
- 2014 "Like They Used To" (vs Standerwick)
- 2014 "Find You"
- 2014 "This Is All We Have"
- 2014 "All The Little Things" (vs Sam Mitcham)
- 2015 "They'll Never Know" (vs Sam Mitcham)
- 2015 "Es Vedra" (vs Aly & Fila)
- 2016 "Just Because"
- 2016 "Halcyon 2016"
- 2017 "Stay Here With Me" (with Shannon Hurley)